# مصفحة مارمون-هرينجتون
مصفحة مارمون-هرينجتون هي سيارة مصفحة انتجتها جنوب أفريقيا ثم تبنها الجيش البريطاني خلال الحرب العالمية الثانية وأدخلها في وحداته العسكرية.
امتلكتها شركة السيارات المدرعة التابعة للقوات الجوية الملكية البريطانية، ولكن يبدو أنها لم تستخدمها أبدًا في العمل، حيث استفادت بشكل أكبر من سيارات رولز رويس المدرعة وأنواع أخرى.

## التاريخ
في عام 1938، بدأت سلطات جنوب إفريقيا في تمويل تطوير سيارة مصفحة جديدة لـ القوات المسلحة الاتحادية في جنوب أفريقيا. أدى اندلاع الحرب العالمية الثانية إلى ظهور مركبة تعتمد على هيكل شاحنة فورد يبلغ وزنه 3 أطنان. نظرًا لأن جنوب إفريقيا كانت تفتقر إلى صناعة سيارات متطورة، كان لا بد من استيراد العديد من مكونات السيارة. تم شراء مكونات الهيكل من شركة فورد كندا وكانت مزودة بدفع رباعي من إنتاج الشركة الأمريكية مارمون هيرينجتون (ومن هنا جاءت التسمية)، وهي تسليح بريطاني المصنع (باستثناء مدفع رشاش براوننج المصنوع من قبل الولايات المتحدة) والصفائح المدرعة التي تنتجها شركة الحديد والصلب الصناعية، (وهي فرع من شركة ارسيلور ميتال في جنوب أفريقيا) في جنوب إفريقيا. تم إجراء التجميع النهائي من قبل الفرع المحلي لشركة دورمان لونج وغيرها.
النسخة الأولى، «مركبة استطلاع جنوب أفريقية» الإصدار الأول، حيث دخلت الخدمة في عام 1940. كان عبارة عن هيكل طويل ذو أربع عجلات مع قاعدة عجلات طويلة مع محرك لمحور واحد فقط. كانت مسلحة برشاشين من طراز فيكرز: أحدهما في البرج الأسطواني والآخر في الجانب الأيسر من الهيكل. كان هناك بابان كبيران للوصول في الخلف. وتم استخدامها ضد القوات الإيطالية في الصحراء الغربية ثم انتقل بعد ذلك إلى استخدامها لغرض التدريب.
كان لدى الإصدار الثاني قاعدة عجلات أقصر من الموجودة في الإصدار الأول وتتميز أيضا بالدفع الرباعي باستخدام مجموعة من مارمون-هرينجتون التي تقدم محورًا أماميًا. كانت معروفة في الخدمة البريطانية باسم "السيارة المدرعة، مارمون-هرينجتون الإصدار الثاني" ". استمر الإصدار الأول في الإنتاج (حتى نهاية عام 1940) إلى ان تم حل مشكلة استيراد قطع الغيار من الولايات المتحدة. الاصدارالثاني، "نموذج الشرق الأوسط" يشير إلى المركبات الت تخدم مع القوات البريطانية في حملة شمال إفريقيا. تم تزويد هذا البديل بـ بندقية بويزالمضادة للدبابات ومدفع رشاش خفيف متحد المحور من طراز برين. كان النموذج الثاني المخصص لجنوب الصحراء الكبرى مجهز بمدفع رشاش فيكرز مزدوج..
شهدت مارمون-هيرينجتون قتالًا مكثفًا في شمال إفريقيا، كونها السيارة المدرعة الوحيدة المتاحة لدول الكومنولث بأعداد كافية، وكانت تتمتع بسمعة طيبة كمركبة يمكن الاعتماد عليها، وإن كانت خفيفة إلى حد ما. نظرًا لأن كمية غير معتادة من الأسلحة الألمانية، الفرنسية الفيشية، أو الأسلحة الإيطالية التي تم الاستيلاء عليها أثناء الاشتباكات الصحراوية، فقد بدأت قوات الحلفاء في تعديل الإصدار الثاني من المدرعة باستخدام مدفع رشاش طراز 35، عدد من الاسلحة الصغيرة من شركة بريدا الايطالية، مدفع ألماني مضاد للدبابات عيار 3.7 سم وبندقية ثقيلة مقاس 2.8 سم مضادة للدبابات. نظرًا لأن البرج (الموجود على سطح القلعة) لم يوجد عليه اسلحة للحماية، فقد تمت إزالته ببساطة واعتمد أفراد الطاقم على دروع البندقية للحماية. إلى جانب تلك السيارات المستخدمة للاستطلاع، تم اعتماد سيارات أخرى لاستخدامها كمراكز قيادة متحركة، وسيارات إسعاف عسكرية، ومركبات إنقاذ، وسلاح الجو الملكي.
تم إنشاء الإصدار الثالث بلوحة درع أكثر سمكًا على جسم متراص، والتي تضمنت قاعدة عجلات أقصر. تم تصدير أكثر من الفين مركبة من الإصدار الثاني قبل توقف الإنتاج في منتصف عام 1942. تم إرسال البعض منها إلى جيش جزر الهند الشرقية الملكي في هولندا ووصلوا خلال حملة جزر الهند الشرقية. اعتمدت الافرقة المحلية على الشكل السابق لرشاشات فيكرز المزدودة الخاصة بجنوب إفريقيا؛ في الخدمة الهولندية، تم تسمية هؤلاء «بالسيارة المدرعة الجنوب أفريقية» واستمروا في الخدمة حتى وقت متأخر مثل الثورة الوطنية الإندونيسية. تم القبض على عدد منها من قبل القوات اليابانية الغازية في مارس 1942.
في مارس 1943، دخل الإصدار الرابع والإصدار الرابع (ف) حيز الإنتاج. كانت أحادية الهيكل بمحرك مثبت في الخلف و 2 مدقة مثبتة على برج مع مدفع رشاش براوننج متحد المحور 0.3 بوصة (7.62 ملم) كتسليح قياسي. نظرًا لعدم قدرة مارمون-هرينجتون على توفير عدد كافٍ من محركات الأقراص، استخدمت (ف) قطارًا كنديًا من طراز فورد. تم تصميم إصدارات أخرى ولكنها لم تتجاوز مرحلة النموذج الأولي. بحلول ذلك الوقت، كانت حملة شمال إفريقيا قد انتهت ولم تكن الجغرافيا الجبلية للحملة الحملة الإيطالية مناسبة للسيارات المدرعة. وفي أواخر عام 1943، كان البريطانيون وجيوش دول الكومنولث تتلقى عددًا كافيًا من السيارات المدرعة من مصادر أخرى.
في المجموع، تم بناء 5746 سيارة مصفحة من طراز مارمون-هرينجتون. تم استخدام حوالي 4500 من قبل وحدات جنوب إفريقيا، بينما تم استخدام الآخرين من قبل البريطانيين، الهندي، نيوزيلندا، اليونانية، الفرنسية الحرة، بولندا، جزر الهند الشرقية الهولندية وبلجيكا. بعد الحرب العالمية الثانية، تم تسليم القليل إلى شرق الأردن وشهدوا القتال مع الفيلق العربي في 1948 الحرب العربية الإسرائيلية. شهد الإصدار الرابع (ف) القتال في أواخر يوليو - أغسطس 1974، أثناء الغزو التركي لقبرص، عندما تم استخدامه من قبل الحرس الوطني القبرصي. استخدم الجيش اليوناني مارمون-هرينجتون في جزر بحر إيجة في التسعينيات، في كتائب مشاة ميكانيكية ذات تكوين خاص، جنبًا إلى جنب مع جيب، وليونيداس (مركبة مدرعة). تم إنهاء خدمتهم بشكل تدريجي مع إدخال مركبة قتال مصفحة ومركبة مصفحة خفيفة، بعد ستة عقود من تقديمها.

## الإصدارات

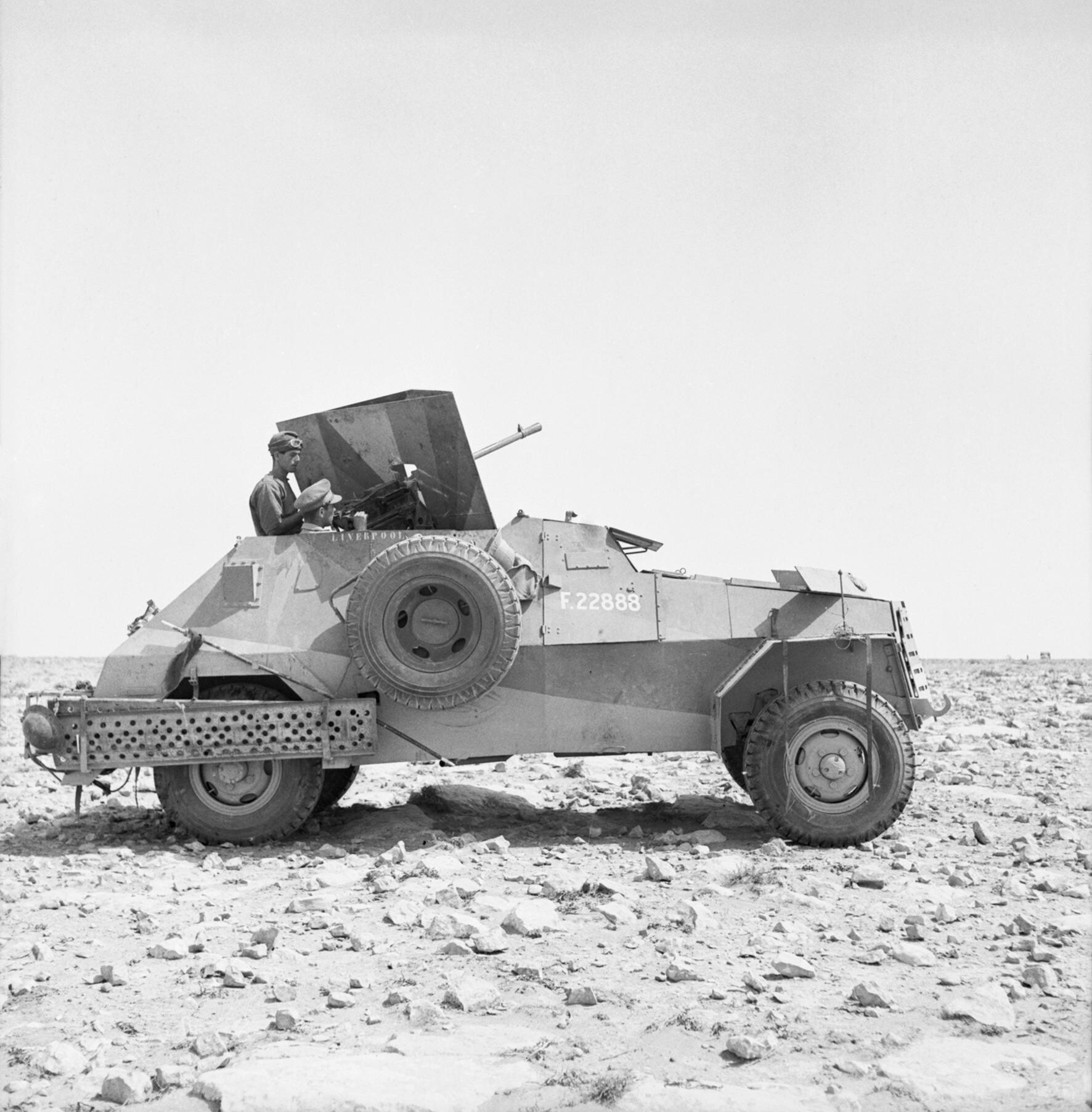
Mk II with an Italian Breda 20 mm gun near Tobruk, 8 May 1941.

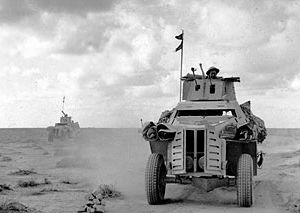
Marmon-Herrington armoured cars on patrol in the Western Desert, 28 November 1941.

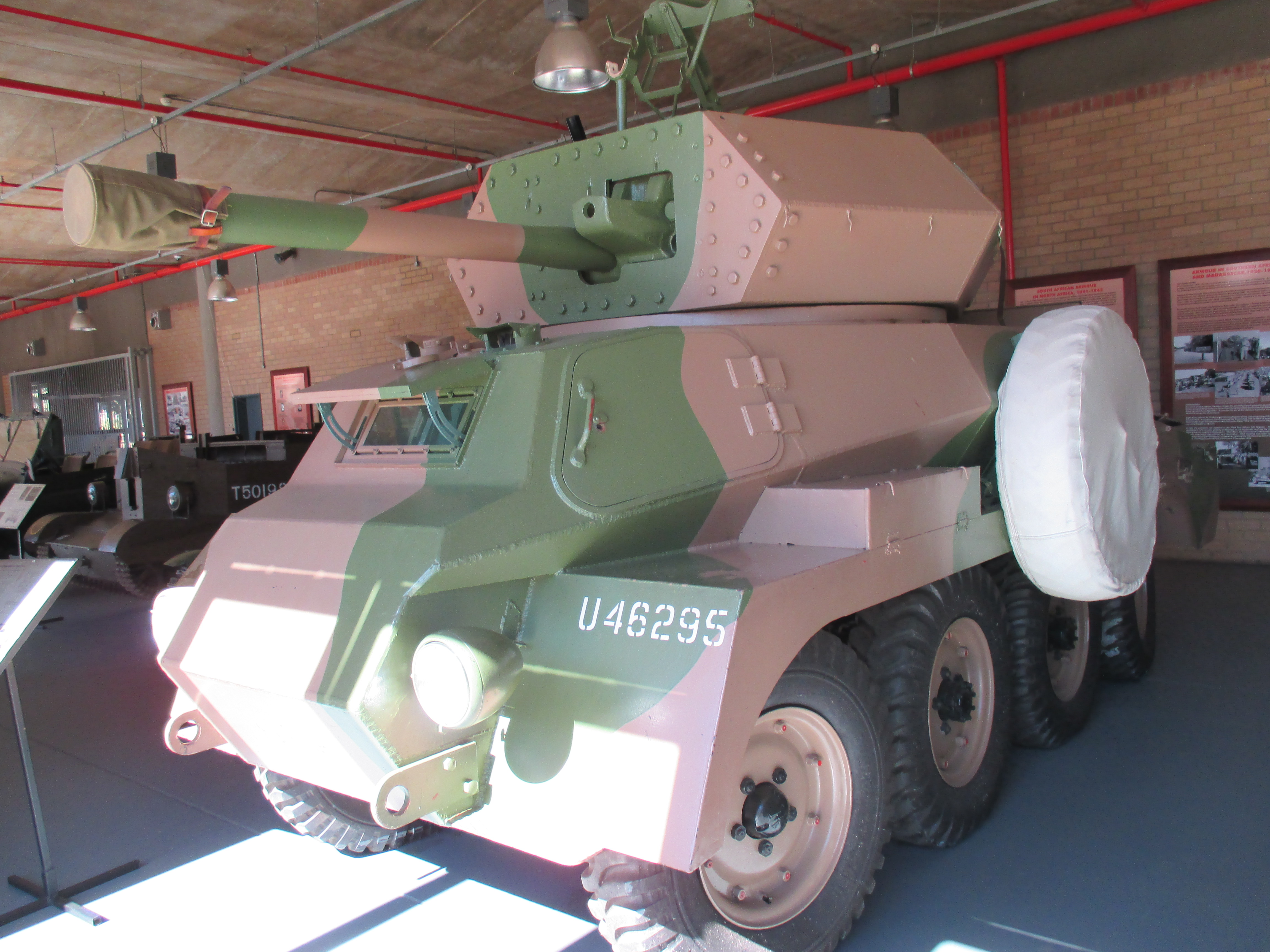
Mk VI prototype in the South African National Museum of Military History.

- الإصدار الأول  (1940) - دفع بعجلتين فقط، مسلحة برشاشين من نوع فيكرز.303 بوصة (7.7 مـم)، أحدهما في برج أسطواني، والآخر في اليسار الخلفي من الهيكل. 113 وحدة بنائية.[6]
- "" الإصدار الثاني "" (1941) - هيكل طويل، مع دفع رباعي. حملت المركبات المبكرة منها نفس تسليح الإصدار الأول. تلقت مركبات الإنتاج المتأخر برجًا ذو ثماني اضلاع مع بندقية بويز المضادة للدبابات ورشاش برين. كانت هناك حوامل نصفية لـ رشاش فيكرز ورشاش برين (نادرًا ما تم حمل الأخير). تم تثبيت الهيكل في المركبات القديمة ولحمه في المركبات التي تم إنتاجها مؤخرًا. 887 وحدة بنائية.[6]
- "" الإصدار الثالث "(1941) - مماثل للإصدار الثاني الاخير، مع قاعدة عجلات أقصر قليلاً. كان لمركبات الإنتاج المتأخرة باب خلفي واحد، ولا توجد شبكة مبرد ولا أغطية للمصابيح الأمامية. 2630 وحدة بنائية.[6]
  -  الإصدار الثالث (أ)  - تم استبدال البرج بحلقة تثبيت لمدفعين رشاشين .303 بوصة (7.7 مـم) من فيكرز (ك) محمي بواسطة حافة فولاذية. يشير الحرف (أ) إلى تعديل التسليح.
- "" الإصدار الرابع "" (1943)

كانت الإصدار الرابع مركبة أعيد تصميمها بالكامل، رغم أنها لا تزال تعتمد على نفس المحرك ومكونات مارمون-هرينجتون. تم ربط المحرك الخلفي وناقل الحركة مباشرة بالهيكل الملحوم. كانت حماية الدروع لا تزال ضعيفة عند 12 مم فقط في الأمام وسماكة 6 مم في أي مكان آخر. تم تركيب مدفع 2 مدقة بندقية في برج مكون من شخصين. استخدم الرشاش مدفعية متصاعدة لأن البرج لم يكن على مستوى الضغط الناتج عن تركيب عباءة الدبابة. كان ذلك لمركبات الإنتاج المتأخرة براوننج 2 متحد المحور. تم تركيب مضاد للطائرات من طراز فيكرز أو براونج على سطح البرج. تم بنائه بأكثر من 2000 وحدة. بعد الحرب، تم تمديد البرج في العديد من الطرازات الأردنية في المقدمة ومزود بمدفع 6 مدقة (57 ملم)، بينما تمت إزالة البرج الآخر ومدافع فيكرز وتم وضع مدفع 2.95 بوصة (75 مـم) هاوتزر جبلي مثبت في مكانه.
- - "" الطراز الرابع (ف) "" (1943) - بسبب صعوبة الحصول على معدات مارمون-هرينجتون، وهو إصدار مشابه جدًا للإصدار الرابع ولكنه يعتمد على النمط العسكري الكندي، تم بناء هيكل الشاحنة ذات الدفع الرباعي 3 طن لتلبية طلب بريطاني من 1200 مركبة.
- ""الإصدار الخامس للمدرعة الثقيلة لجنوب أفريقيا"" (1942)

كان الإصدار الخامس له أربعة تصميمات ذات 8 عجلات  تم بناؤها ردًا على تقارير عن السيارات الألمانية المدرعة ذات 8 عجلات (شفيرير بانزرسفاجن). كانت القوة من محركين ألبيون سداسي الأسطوانات يقودان فقط المحورين الأوسطين. كان أداء النموذج الأولي ضعيفًا في الظروف الصحراوية وأعيد بناؤه مع كلا المحركين في الخلف. على الرغم من أنه مدرع جيدًا، إلا أنه كان ثقيلًا حوالي 16 طنًا ولا يزال الأداء يفتقر إلى ذلك، لذا توقف المشروع. مركبة كبيرة جدًا مسلحة بمسدس 6 مدقة بندقية وحواف جانبية مصفحة؛ تم بناء فقط نموذج أولي لها. 
- «الإصدار السادس» (1943)

كان الإصدار السادس بمثابة عودة إلى التصميم ذي العجلات الثمانية. مدعوم بمحركين من طراز ميركوري V8 مع دفع ثماني عجلات موجه إلى العجلات الأمامية والخلفية. تم بناء نموذجين، أحدهما بمدقة 2 والآخر بمدفع 6 في برج مفتوح من ثلاثة أفراد مع اجتياز كهربائي يعمل بالطاقة ومحمي بـ 10 إلى 30 ملم من درع مائل. يتكون التسليح الإضافي من 2 أو 3 رشاشات. تم إرسال النسخة المجهزة ذات المقبضين إلى المملكة المتحدة للتقييم، وأثبت ناقل الحركة أنه لا يمكن الاعتماد عليه بسبب معاناته من عدة أعطال في المحاور. بندقية الدفاع الشخصية موجودة الآن في متحف بوفينجتون تانك، والآخر في الجنوب
أفريقيا.
- الإصدار السابع

نسخة محسنة من الإصدار الثالث (أ)، تم إيقاف المشروع بعد النماذج الأولية لأنه كان مسلحًا فقط بمدفع رشاش فيكرز..
- الإصدار الثامن

مماثل للإصدار الثالث ولكن مع مسدس مدقة في برج أكبر. توقف المشروع في عام 1943 حيث انتقلت المتطلبات بالفعل إلى أسلحة أكبر مثل مسدس 6 باوندر.

## مشغلون

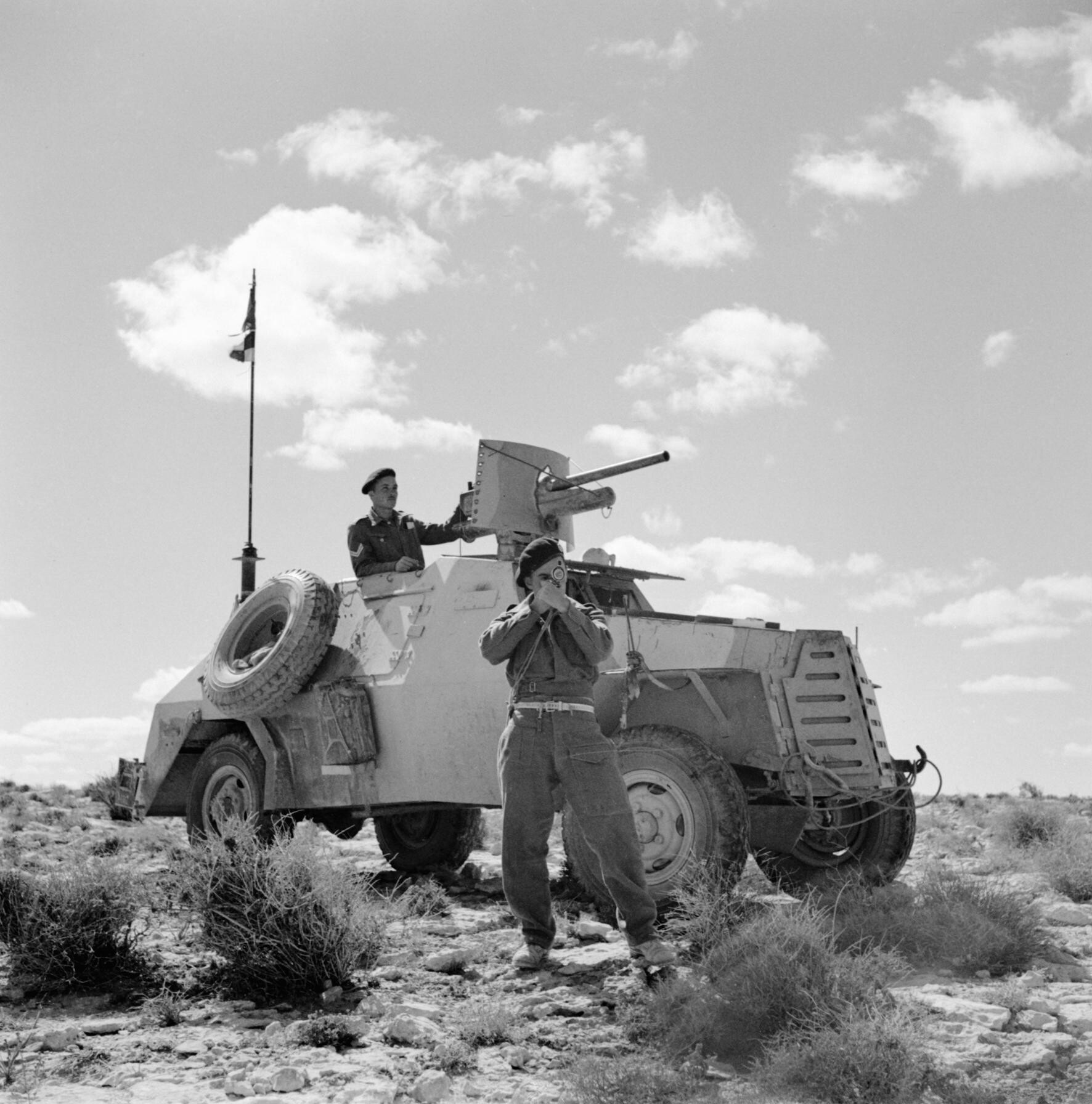
South African Marmon-Herrington

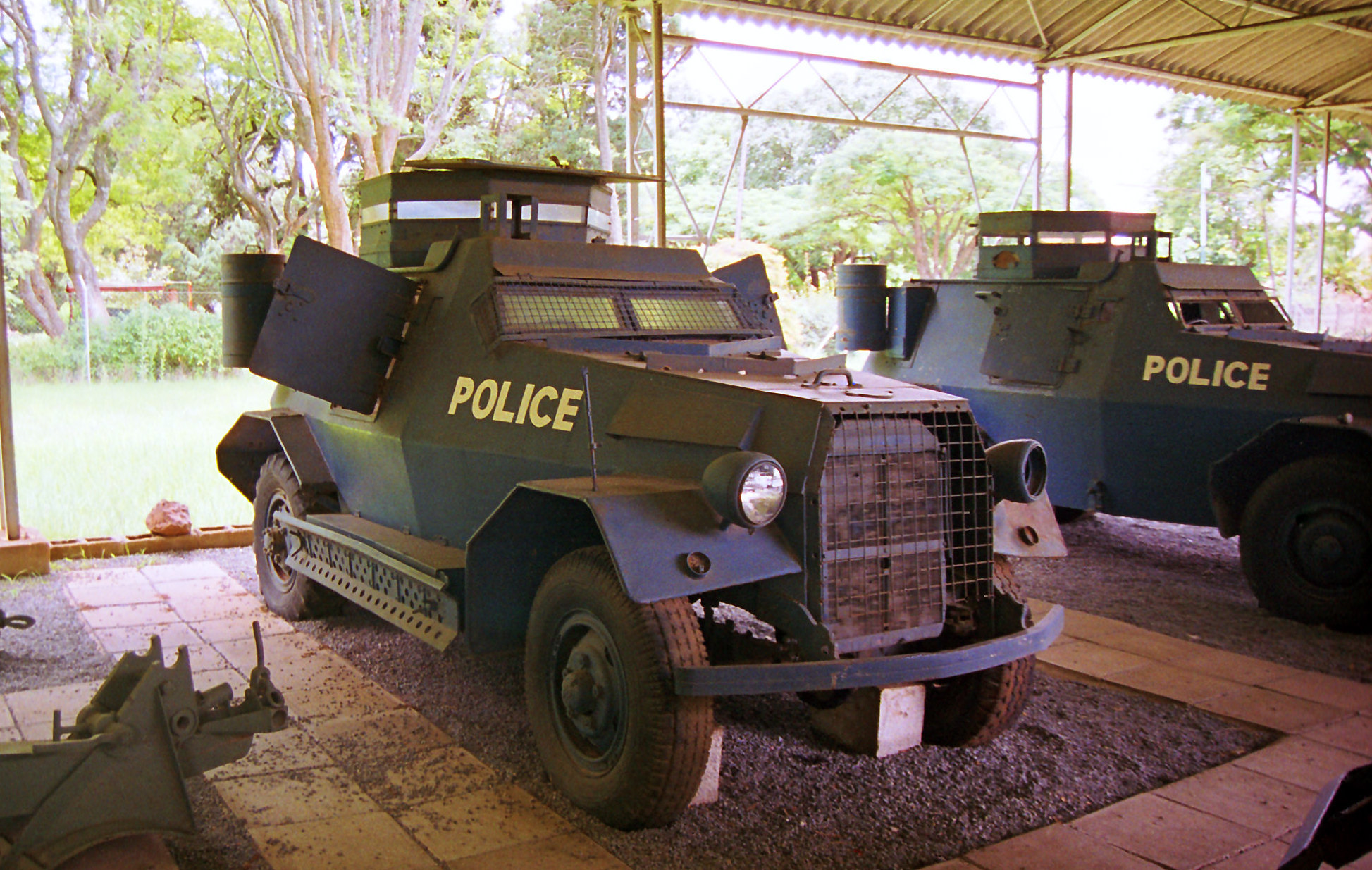
BSAP Marmon-Herringtons in the Zimbabwe Military Museum, غويرو.

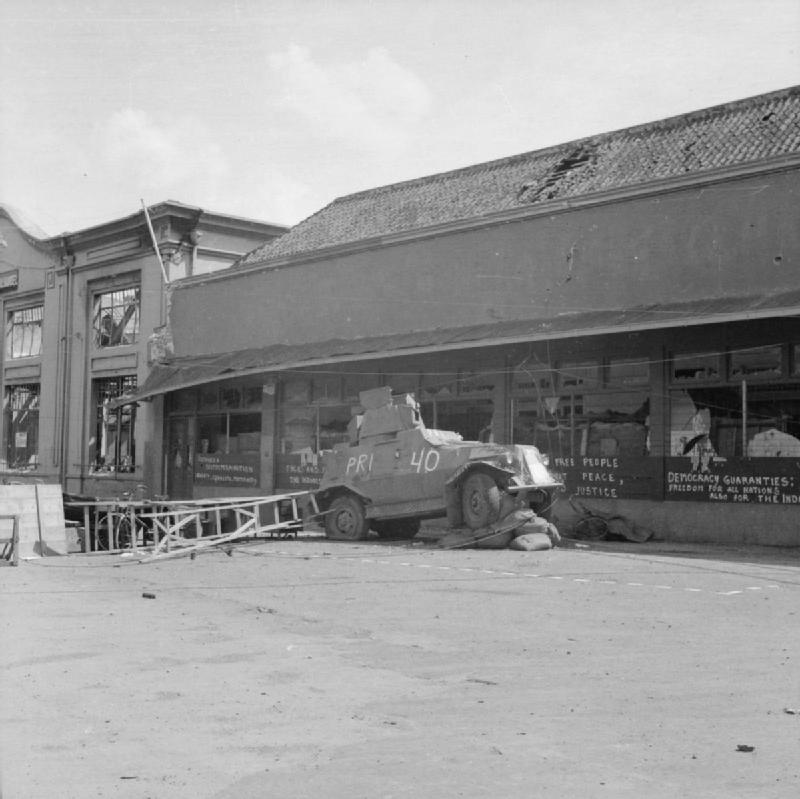
A wrecked Indonesian Marmon-Herrington Mk III in Surafranbaya, circa 1945

- قبرص - Cypriot National Guard: الغزو التركي لقبرص against invading Turkish troops in 1974.[12]
- فرنسا - فرنسا الحرة: Mk III. Some modified to carry the Hotchkiss 25mm Anti-Tank gun.[13]
- اليونان - الجيش اليوناني:
- الراج البريطاني - جيش الهند البريطاني: Mark III.[14]
- إندونيسيا - الجيش الوطني الإندونيسي: Mk III. Captured from Imperial Japanese Army stocks. Operated during الثورة الوطنية الإندونيسية، especially in معركة سورابايا.[15]
- Kingdom of Italy - الجيش الملكي الإيطالي: Operated captured vehicles during the حملة شمال أفريقيا.[16]
- إمبراطورية اليابان - الجيش الإمبراطوري الياباني: Captured during the الغزو الياباني لمالاياn and حملة الهند الشرقية الهولندية campaigns.[14] Some supplied to the الجيش الوطني الهندي.[17]
- مستعمرة كينيا - Kenyan Armoured Car Regiment[18]
- الهند الشرقية الهولندية - Royal Netherlands East Indies Army: Mark III.[14]
- بولندا - 2nd Armoured Brigade: Mark II.[18]
- Rhodesia - British South Africa Police: Retired in 1972.[2]
- جنوب إفريقيا - South African Armoured Corps
- الأردن - الجيش العربي: Mark IV.[14]
- المملكة المتحدة - 1st King's Dragoon Guards: 80 in service during the حصار طبرق.[18]

## روابط خارجية
- A history of Greek military equipment (1821-today): Marmon Herrington Armoured Car
- Photo of a Marmon-Herrington armoured car in Greece, 1941 (WWII)
- Marmon-Herrington Heavy Armored Car at AviArmor.net. باللغة الروسية